# اعتلال البلورات
الاعتلال البلوري أو اعتلال البلورات (الاسم العلمي: Crystallopathy) هو حالة ضارة أو مرض مرتبط بتكوين وتجميع البلورات في الأنسجة أو التجاويف، أو بعبارة أخرى، مجموعة غير متجانسة من الأمراض التي تسببها الجسيمات الدقيقة أو البلورات الجوهرية أو البيئية، مما يعزز التهاب الأنسجة وتندبها.

## تركيب
يمكن أن ترتبط اعتلالات البلورات بأربعة أنواع رئيسية من الهياكل البلورية: المحاليل البلورية السائلة غير المجمعة، والجسيمات الصلبة غير المتبلورة على نطاق النانو، والجسيمات الصلبة البلورية الدقيقة، والهياكل الصلبة الأكبر متعددة الكريستالات. يمكن أن تتكون من العديد من المعادن والمستقلبات والبروتينات والجسيمات الدقيقة، بما في ذلك ما يلي:
- بارابروتين
- ببتيد بيتا النشواني الببتيدات
- أميلين
- ترانسثيريتين
- ألفا-ساينوكلين
- بريون
- بروتين تام-هورسفال
- مجمع بقعة ASC
- ميوغلوبين
- هيم
- بروتينات غير مطويةبروتينات
- هيدروكسيل أباتيت
- فوسفات الكالسيوم
- أكسالات الكالسيوم مونوهيدرات
- أوكسالات الكالسيوم ثنائي الهيدرات
- بيروفوسفات الكالسيوم
- بيروفوسفات الكالسيوم ثنائي الهيدرات
- كربونات الكالسيوم
- أملاح ألومنيوم
- يورات أحادية الصوديوم
- فوسفات الأمونيوم المغنيسيوم (ستروفيت)
- بروشيت
- كولسترول
- أدينين
- سيستين
- أسبست
- ثنائي أكسيد السيليكون
- قطن
- فحم نباتي
- جسيمات دخان
- ملوثات الهواء
- مستحضر تجميل - الجسيمات الدقيقة المشتقة
- المخدرات جسيم نانوي
- زراعة العظام  الجسيمات المشتقة

## موقع
من حيث المبدأ، يمكن أن يحدث تكوين البلورات في أي مكان في الجسم. الأماكن المعروفة هي أعضاء الإفراز حيث ترتفع التراكيز بسهولة، كما هو الحال في القنوات الصفراوية والمسالك البولية، ولكن الهياكل البلورية تتشكل أيضاً في المساحات داخل الخلايا وخارج الخلية من الأنسجة، كما هو الحال داخل جدار الشرايين في تصلب العصيدي.
على سبيل المثال، يؤدي الانسداد الميكانيكي بواسطة الأحجار المعدنية إلى حصى الكلية، حصى بولي، حصى المرارة، حصيات القناة الصفراوية المشتركة، حصى الكوليسترول، حصى لعابية، والتهاب حاد ناتج عن بلورات في المفاصل يسبب النقرس والنقرس الكاذب.
أمراض الكلى شائعة أيضاً في اعتلالات البلورات، بما في ذلك:
- اعتلال الكلية بالأكسالات الحاد
- اعتلال الكلية الفوسفاتي الحاد
- اعتلال الكلية بالأكسالات المزمن
- اعتلال الكلية المصبوب بالصفراء
- اعتلال الكلية المصبوب بالمايلوما
- اعتلال الأنابيب الكلوية
- التهاب كبيبات الكلى الليفي
- اعتلال كبيبات الكلى المناعي
- اعتلال الكلية الحاد بحمض اليوريك
- ميوغلوبين يلقي اعتلال الكلية
- قصور كلوي حاد
- مرض الكلى المزمن

## آليات
التشبع الفائق المحلي هو محفز شائع للتبلور، وعندما تتشكل نواة البنية البلورية، يمكن للبلورات أن تتكاثر ذاتياً وتسبب المزيد من التبلور والتجمّع. الآليات الرئيسية التي تسبب بها البلورات والمجاميع مشكلة الحالات المرضية وفي النهاية المرض هي التهاب النخر الحاد، وإعادة تشكيل الأنسجة المزمنة، والانسداد الميكانيكي.
التهاب النخر هو عملية تضخم ذاتي حيث تكون البلورات سامة للخلايا (سمية للخلايا) وتسبب موت الخلايا (نخر وموت الخلايا المنظم) واستجابة التهابية موضعية وجهازية. تشمل السمية الخلوية إزالة بلمرة الأكتين، وتصنيع مركبات الأكسجين الراديكالية والتفاعلية، والالتهام الذاتي. يمكن للبلورات أيضاً تنشيط الالتهاب مباشرة عبر مستقبلات مينكل، وإشارات الكالسيوم والبوتاسيوم، والكالبين، وكاتبسين بيتا، وببتيداز، والتهابات كرايوبايرين. تخضع الخلايا للموت الخلوي عبر ثلاث آليات رئيسية: النخر اللاوعائي عبر سيرين / ثريونين بروتين كيناز متفاعل مع المستقبلات 1 وبروتين مجال الموت المرتبط ب FAS وسيرين / ثريونين بروتين كيناز المتفاعل مع مستقبلات 3 ومجال كيناز النسب المختلط مثل السودوكيناز، وداء الحديديات عبر قمع الجلوتاثيون بيروكسيديز 4، وقمع نظام إكس سي، وفقدان نيكوتيناميد أدينين ثنائي نوكليوتيد الفوسفات، وكذلك موت الخلايا المبرمج عبر سيرين / ثريونين بروتين كيناز متفاعل مع المستقبلات 1 وكاسباس 8. ثم تفرز هذه الخلايا المتعثرة أجهزة الإنذار والبروتياز والأنماط الجزيئية المرتبطة بالضرر بما في ذلك صندوق مجموعة عالي الحركة 1، والهستونات، والحمض النووي للميتوكوندريا، والحمض النووي دنا والحمض النووي الريبوزي منزوعي الميثيل، وأدينوسين ثلاثي الفوسفات، وحمض البول، والحمض النووي مزدوج السلسة، مما يزيد من تنشيط المستقبلات الشبيهة بالتول والجسيمات التهابية. أخيراً، ينشط هذا الاستجابة الالتهابية بما في ذلك إطلاق إنترلوكين 1 ألفا المؤيد للالتهابات، والإنترلوكين 1 بيتا، والسيتوكينات، والكاينين، والوسطاء الالتهابيين للدهون، وتنشيط النظام المتمم، وتوسع الأوعية، وزيادة نفاذية البطانة وتدفق خلايا الدم البيضاء، والألم. 
الخلايا البلعمية الكبيرة هي الخلايا الرئيسية التي تحاول إزالة البلورات من الأنسجة عن طريق البلعمة. كجزء من الاستجابة الالتهابية، يخضعون للاستقطاب في حالة مؤيدة للالتهابات تسمى أم 1. يمكن أن تبتلع البلاعم جزيئات يبلغ قطرها بضعة ميكرونات على الأكثر. ومع ذلك، إذا فشل هضم المادة البلورية في الجسيمات الحالة، فإن البلاعم تخضع للالتهام الذاتي، وتشكل خلايا رغوية وخلايا عملاقة، وتحاول إجراء عملية هضم خارج الخلية في عملية تسمى البلعمة المحبطة.
لا تسبب البلورات دائماً التهاباً حاداً ولكنها تؤدي بدلاً من ذلك إعادة تشكيل الأنسجة المزمنة. هذه العملية ممكنة لأن البلورات محمية من العمليات المؤيدة للالتهابات عن طريق التقسيم (مثل تكوين الورم الحبيبي والتليف والتئام الجروح) أو الطلاء الجزيئي، أو لأن الاستجابات الالتهابية يتم قمعها بإشارات مباشرة مضادة للالتهابات (مثل CLEC12A و داء مصائد العدلات خارج الخلية).
يمكن أن تلتصق البلورات بالأغشية عبر الملحق الثاني وCD44 وأوستيوبونتين.

## مداخلات
العلاج الأكثر مباشرة لاعتلال البلورات هو إذابة البلورات. كانت المذيبات البلورية قيد البحث، على سبيل المثال مع سيكلودكسترين في تصلب الشرايين. هناك طريقة أخرى تتمثل في تعديل المسارات الالتهابية الشائعة لاعتلال البلورات بعلاجات مثل مضادات إنترلوكين-1 ألفا وإنترلوكين-1 بيتا أو مضادات كرايوبايرين أو حاصرات داء الحديد والتنخر. بالنسبة للاعتلال البلوري القائم على البروتين، تم النظر في شابرون الدوائي، والجزيئات الصغيرة المثبتة للبروتين، وعوامل إعادة طي البروتين.